# Aleksandr Ivanovich Odoyevsky
Aleksandr Ivanovich Odoyevsky (tiếng Nga: Александр Иванович Одоевский; 26 tháng 11 năm 1802 – 15 tháng 8 năm 1839) là một nhà thơ Nga.

## Tiểu sử
Aleksandr Odoyevsky sinh ra trong một gia đình quý tộc ở Sankt-Peterburg. Từ nhỏ đã có được sự giáo dục tốt của gia đình, lớn lên phục vụ trong đội kỵ binh của Sa hoàng. Vì tham gia vào sự kiện ngày 14 tháng 12 năm 1825 của những người khởi nghĩa tháng Chạp bị đày đi vùng Siberi. Năm 1837 chuyển về vùng Kavkaz, gặp các nhà thơ Mikhail Yuryevich Lermontov và Nikolay Platonovich Ogarev.
Những bài thơ của ông viết trước năm 1825 đều bị thất lạc. Từ sau năm 1825 ông viết được nhiều bài thơ trữ tình nổi tiếng. Thơ của ông mang một vẻ hoài cảm với những tình cảm chân thành và những suy ngẫm triết lý, được nhà thơ Lermontov phát triển sau đó. Sinh thời ông chỉ in được một vở kịch ở tạp chí Современник (Người đương thời) và một tập thơ, chỉ đến năm 1883 tuyển tập tác phẩm cùng với tiểu sử của ông mới được xuất bản.

## Tác phẩm
- Полн. собр. стихотворений, СПБ, 1883
- Полн. собр. стихотворений и писем, М. - Л., 1934
- Полн. собр. стихотворений, Л., 1958

## Một vài bài thơ

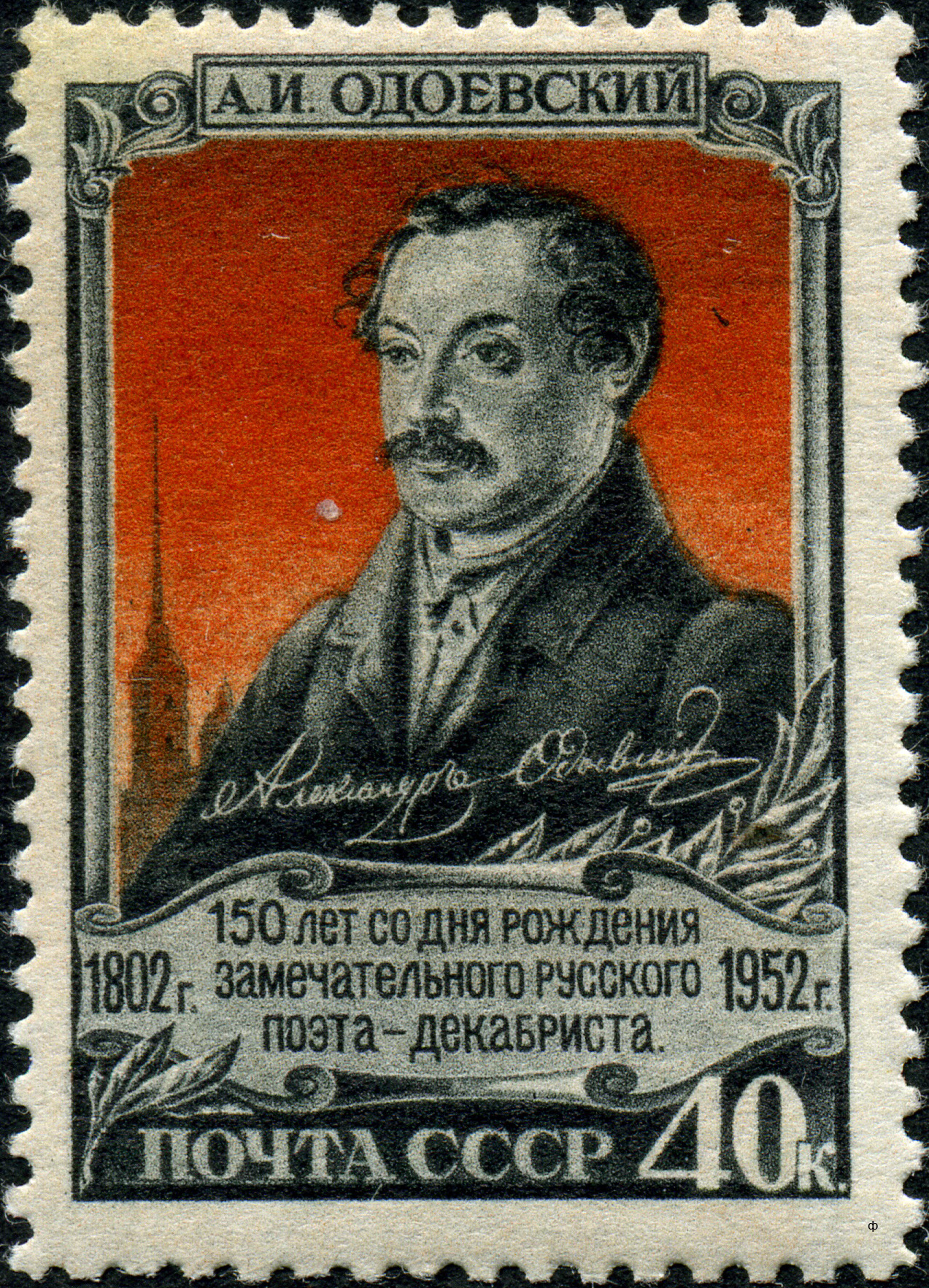
Aleksandr Odoyevsky trên tem thư Liên Xô

| Мой непробудный сон Еще твой образ светлоокой Стоит и дышет предо мной Как в душу он запал глубоко! Тревожит он ее покой. Я помню грустную разлуку: Ты мне на мой далекий путь, Как старый друг, пожала руку И мне сказала: «не забудь!» Тебя я встретил на мгновенье, На век расстался я с тобой! И все как сон. Ужель виденье,— Мечта души моей больной? Но если только сновиденье Играет бедною душой,— Кто даст мне сон без пробужденья? Нет, лучше смерть и образ твой! Звучит вся жизнь Звучит вся жизнь, как звонкий смех, От жара чувств душа не вянет... Люблю я всех, и пью за всех! Вина, ей-богу, недостанет! Я меньше пью, зато к вину Воды вовек не примешаю... Люблю одну - и за одну Всю чашу жизни осушаю! Соловей и роза — Зачем склонилась так печально, Что не глядишь ты на меня? Давно пою и славлю розу, А ты не слушаешь меня! — Зачем мне слушать? Слишком громко Поешь ты про свою любовь. Мне грустно: ты меня не любишь, Поешь не для меня одной. — Но ты, как дева Франкистана Не расточай души своей: Мне одному отдай всю душу! Тогда я тихо запою. | Giấc ngủ không tỉnh giấc Còn trước mặt tôi hình bóng của em Với vẻ dịu dàng và đôi mắt sáng Hình bóng rơi vào tâm hồn sâu thẳm Hình bóng làm cho phiền muộn cõi lòng. Tôi nhớ về một cuộc chia ly buồn Em với tôi, như với người bạn cũ Em nói với tôi: "Đừng quên anh nhé!" Và bắt tay tôi trước lúc lên đường. Còn tôi chỉ gặp em trong phút chốc Rồi chia tay em mãi đến muôn đời! Cuộc đời như giấc ngủ - không lẽ được Gặp em là mơ ước của lòng tôi? Nhưng nếu như chỉ còn là giấc mộng Đùa với tâm hồn tội nghiệp của tôi Ai cho tôi giấc ngủ mà không tỉnh Cái chết và hình bóng của em tôi! Lời chúc rượu Cả cuộc đời như tiếng cười giòn tan Tình cảm ấm nồng, tâm hồn không sa đoạ Tôi yêu tất cả, tôi uống chúc tất cả! Nói có trời, luôn thiểu rượu vang! Tôi uống ít hơn, nhưng mà tôi Chẳng bao giờ trộn rượu vang với nước… Tôi yêu một và uống chúc chỉ một Tôi uống cho cạn chén của cuộc đời! Chim họa mi và hoa hồng - Tại vì sao hoa cúi xuống thật buồn Tại vì sao hoa không nhìn ta vậy? Ta từ lâu vẫn hót ca ngợi em Còn em có nghe lời ta không đấy? - Nghe để làm gì? Những lời to tát Người đi hót về tình yêu của mình Còn em buồn: người đâu có yêu em Và người chẳng hót cho em chỉ một. - Nhưng mà hoa như cô gái châu Âu Tâm hồn của mình em đừng vung phí: Cho ta chỉ một, tâm hồn hãy trao Thì khi đó ta hót trong lặng lẽ! Bản dịch của Nguyễn Viết Thắng. |